# ウィンザー駅 (オンタリオ州)
ウィンザー駅（英語：Windsor train station）はカナダオンタリオ州ウィンザー ウォーカー・ロード298にある駅。カナダ各地を結ぶVIA鉄道が乗り入れている。

## 概要
当駅は有人駅で、車いすでの利用が可能。

## 利用可能な鉄道路線／列車
VIA鉄道の停車する列車は下記の通り。
ウィンザーとトロント間の昼行中距離列車コリドー号 …トロント方面 4本/日 出発（平日）